# ボードゥアン7世 (フランドル伯)

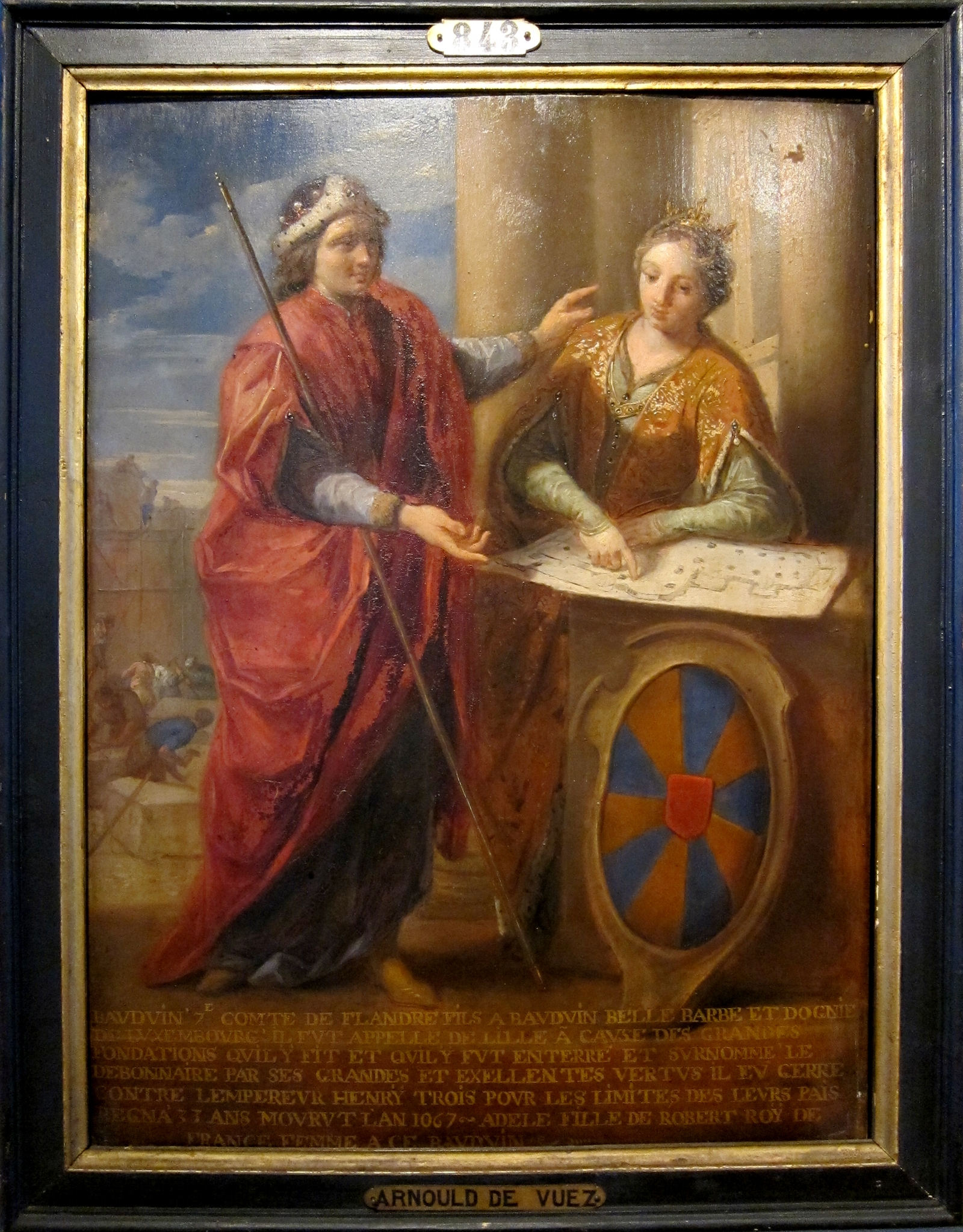
ボードゥアン7世と伯母アデル

ボードゥアン7世（フランス語: Baudouin VII de Flandre、オランダ語: Boudewijn VII van Vlaanderen、1093年 - 1119年7月17日）は、フランドル家最後のフランドル伯（在位：1111年 - 1119年）。

## 生涯

### 血縁
フランドル伯ロベール2世とクレマンス・ド・ブルゴーニュの息子である。母方の叔父にローマ教皇カリストゥス2世とカスティーリャ王配ライムンド・デ・ボルゴーニャがおり、ライムンドの息子のカスティーリャ王アルフォンソ7世をはじめ、サヴォイア伯アメデーオ3世やモンフェラート侯グリエルモ5世は従兄弟にあたる。

### フランドル伯
1111年10月5日、父ロベール2世の死により18歳でフランドル伯を継承した。同じ宮廷で育った一回り年上の従兄弟シャルル（後のフランドル伯シャルル1世）が助言者となった。1118年、ボードゥアン7世はシャルルとマルグリット・ド・クレルモンの結婚を仲立ちした。

### 死去と継承
1118年9月、ビュール＝アン＝ブレイの戦いでフランス王ルイ6世の側につきイングランド王ヘンリー1世と闘ったが負傷し、その傷がもとで1119年に死去した。ボードゥアン7世が死の直前に後継者に指名したシャルルが、シャルル1世としてフランドル伯に即位した。

## 結婚
1105年、ボードゥアン7世はブルターニュ公アラン4世の娘アニェスと結婚した。この時夫は12歳、妻はわずか9才であった。1110年に2人は離婚し、以後ボードゥアン7世は結婚しなかった。アニェスとの間には子が無かった。